# 구현
구현(具現)은 컴퓨터 공학, IT 산업, 정치학, 디자인 등에서 사용하는 용어이다.

## 컴퓨터 공학
컴퓨터 공학에서, Implementation(구현)이란 기술적으로 정리해놓은 규격서나 알고리즘을 프로그래밍 혹은 소프트웨어 배치를 통해 프로그램이나 소프트웨어의 부분, 다른 컴퓨터 시스템을 구축하는 것을 말한다. 하나의 규격서나 표준에도 다양한 구현이 있을 수 있다. 예를 들면, 웹 브라우저는 W3C에서 정한 규격서의 구현을 포함하고 있다. 또, 소프트웨어 개발 도구는 프로그래밍 언어의 구현을 포함하고 있다.

## IT 산업
IT 산업에서, Implementation은 사용자가 상품을 구매한 후, 구입한 소프트웨어나 하드웨어의 사용을 유지 보수 및 지원하는 과정을 말한다. 이 과정은 요구 분석, 영역 분석, 주문 제작, 시스템 통합, 사용자 정책, 사용자 훈련 및 배달을 포함한다. 이러한 과정들은 대체로 프로젝트 관리에 관한 지식체계에서 이어져 온 프로젝트 관리 전략을 쓰는 프로젝트 관리자가 감독한다. 소프트웨어 구현은 비교적 경제에 기반한 지식과는 거리가 먼 비니지스 분석가, 기술 분석가, 문제 해결 설계자, 프로젝트 관리자 등 전문가들이 참여하기도 한다.

## 정치학
정치학에서, Implementation은 공공정책을 이행하는 것을 말한다. 입법부에서는 관료기관에서 일하는 공무원들이 이행해야할 법을 통과시킨다. 이 과정은 규정 제정, 규정 집행, 규정 판결로 이루어진다. implementation에 영향을 미치는 요인은 입법부의 의도, 이행한 관료제의 행정적 수용 능력, 이익 단체의 활동과 경쟁, 대통령이나 행정부의 지원이 있다.

## 언어학
언어학에서 구현(exponence)은 형태통사자질이 굴절을 통해 실현되는 것을 가리킨다. 구현은 유형에 따라 단순구현, 누적구현, 확장구현 따위로 분류된다.

## 구현의 종류
- Direct changeover
- 상시 대기 방식 (Hot standby)
- 병렬 운전 (Parallel running)
- Pilot introduction
- Well-trade

## 같이 보기
- 인터페이스
- 프로그래밍 언어 구현
- 알고리즘
- 응용 소프트웨어
- 코드
- 계산, 연산 (Computation)
- 함수
- 메소드
- 프로세스
- 절차 (Proceeding)
- 프로시저
- 스킴
- 해결책 (Solution)
- 시스템,계